# 宁东镇
宁东镇，是中华人民共和国宁夏回族自治区銀川市灵武市下辖的一个乡镇级行政单位。原名磁窑堡镇，2005年6月10日改今名。境内有全国重点文物保护单位灵武窑址。

## 行政区划
宁东镇下辖以下地区：
中心区社区、灵新矿社区、永利村、马跑泉村、回民巷村、东湾村、清水营村和白芨滩林场。